# Ray (Familienname)
Ray ist ein Familienname.

## Namensträger

### A
- Adil Ray (* 1974), britischer Moderator
- Alain Le Ray (1910–2007), französischer General und Widerstandskämpfer
- Albert Ray (1897–1944), US-amerikanischer Regisseur und Schauspieler
- Aldo Ray (1926–1991), US-amerikanischer Schauspieler
- Allan Ray (* 1984), US-amerikanischer Basketballspieler
- Amy Ray (* 1964), US-amerikanische Sängerin und Songwriterin
- Andrew Ray, Pseudonym von Andrea Aureli (1923–2007), italienischer Schauspieler
- Andrew Ray (britischer Schauspieler) (1939–2003), britischer Schauspieler
- Anthony Ray (Schauspieler) (1937–2018), US-amerikanischer Schauspieler und Produzent
- Anthony Ray, bekannt als Sir Mix-a-Lot (* 1963), US-amerikanischer Rapper

### B
- Baby Ray (Buford Ray; 1914–1986), US-amerikanischer American-Football-Spieler
- Billy Ray (* 1971), US-amerikanischer Drehbuchautor und Regisseur
- Bingham Ray (1954–2012), US-amerikanischer Filmemacher
- Bobby Ray (Schauspieler) (eigentlich Robert Fuehrer; 1899–1957), US-amerikanischer Schauspieler und Regisseur
- Bobby Ray (Sänger), US-amerikanischer Singer-Songwriter und Entertainer
- Bobby Ray (Bobby Ray Simmons Jr.; * 1988), US-amerikanischer Rapper und Musikproduzent, siehe B.o.B
- Bradley Ray (* 1997), britischer Motorradrennfahrer
- Brian Ray (* 1955), US-amerikanischer Musiker, Songschreiber und Produzent

### C
- Carl Ray (1943–1978), kanadischer Cree-Künstler, Illustrator und Kunstlehrer
- Carline Ray (1925–2013), US-amerikanische Sängerin und Musikerin
- Charles Ray (Admiral), Admiral der US Coast Guard
- Charles Ray (Schauspieler) (1891–1943), US-amerikanischer Schauspieler
- Charles Ray (Künstler) (* 1953), US-amerikanischer Künstler
- Charles W. Ray (1872–1959), US-amerikanischer Sergeant
- Charlie Ray (* 1992), US-amerikanische Schauspielerin
- Charlotte E. Ray (1850–1911), US-amerikanische Lehrerin und Rechtsanwältin
- Chris Ray (* 1982), US-amerikanischer Baseballspieler
- Christopher Ray (* 1977), US-amerikanischer Filmregisseur und -produzent
- Clayton Edward Ray (* 1933), US-amerikanischer Paläontologe und Archäozoologe
- Clifford Ray (* 1949), US-amerikanischer Baseballspieler und -trainer
- Connie Ray (* 1956), US-amerikanische Schauspielerin

### D
- Daniel Ray, eigentlicher Name von Big Black (Perkussionist) (* 1934), US-amerikanischer Perkussionist
- Daniel Burrill Ray (1928–1979), US-amerikanischer Mathematiker
- Daniel Adams-Ray (* 1983), schwedischer Rapper, Sänger und Modedesigner
- Danielle Ray (* 1993), kanadische Squashspielerin
- Dave Ray (1943–2002), US-amerikanischer Bluessänger und -Gitarrist
- David Ray († 1997), US-amerikanischer Rockabilly-Musiker, siehe Ray Smith (Sänger, Oklahoma)
- David Parker Ray (1939–2002), US-amerikanischer Serienmörder
- David R. Ray (1945–1969), US-amerikanischer Matrose
- David Ray (Filmeditor), US-amerikanischer Filmeditor
- Dijen Kumar Ray-Chaudhuri (* 1933), indisch-US-amerikanischer Mathematiker
- Dixy Lee Ray (1914–1994), US-amerikanische Politikerin
- Don Ray (1942–2019), deutsch-französischer Disco-Musiker und Musikproduzent
- Dorothy Jean Ray (* 1919), US-amerikanische Schriftstellerin und Anthropologin
- Dwijendralal Ray (1864–1913), indischer Dichter

### E
- Elise Ray (* 1982), US-amerikanische Turnerin
- Elmer Ray (* 1910), US-amerikanischer Boxer
- Eugen Ray (1957–1986), deutscher Leichtathlet

### F
- Fran Ray (* 1963), deutsche Schriftstellerin, siehe Manuela Martini
- Fred Olen Ray (* 1954), US-amerikanischer Filmproduzent und Wrestler

### G
- Gabrielle Ray (1883–1973), englische Sängerin, Tänzerin und Schauspielerin
- Gemma Ray (* 1980), britische Sängerin
- Gene Anthony Ray (1962–2003), US-amerikanischer Schauspieler, Tänzer und Choreograf
- George W. Ray (1844–1925), US-amerikanischer Politiker
- Greg Ray (* 1966), US-amerikanischer Automobilrennfahrer

### H
- Hugh Ray (1884–1956), US-amerikanischer American-Football-Schiedsrichter

### I
- Ian Ray (* 1957), britischer Marathonläufer
- Isaac Ray (1807–1881), US-amerikanischer Psychiater

### J
- James Ray (Schauspieler) (1932–1988), US-amerikanischer Schauspieler
- James Ray (Sänger) (1941–1964), US-amerikanischer R&B-Sänger
- James Ray (Basketballspieler) (1957–2023), US-amerikanischer Basketballspieler
- James Arthur Ray (* 1957), US-amerikanischer Schriftsteller und verurteilter Straftäter
- James B. Ray (1794–1848), US-amerikanischer Politiker
- James Earl Ray (1928–1998), US-amerikanischer Attentäter
- James Edwin Ray (* 1941), US-amerikanischer Pilot
- James Lee Ray (* 1944), US-amerikanischer Politikwissenschaftler
- Jane Ray (* 1960), englische Illustratorin
- Janisse Ray (* 1962), US-amerikanische Schriftstellerin und Umweltaktivistin
- Jason Ray (* 1978), US-amerikanischer Biathlet
- Jean Ray, Pseudonym von Raymundus Joannes de Kremer (1887–1964), belgischer Schriftsteller
- John Ray (1627–1705), englischer Botaniker
- John D. Ray (* 1945), britischer Ägyptologe
- John H. Ray (1886–1975), US-amerikanischer Politiker
- Johnnie Ray (1927–1990), US-amerikanischer Sänger
- Johnny Ray (* 1957), US-amerikanischer Baseballspieler
- Joie Ray (1894–1978), US-amerikanischer Leichtathlet
- Joseph Warren Ray (1849–1928), US-amerikanischer Politiker

### K
- Kay Ray (* 1965), deutscher Kabarettist und Travestiekünstler
- Ken Ray (* 1974), US-amerikanischer Baseballspieler
- Kevin Ray (Komiker) (* 1990), deutscher Komiker
- Kevin Ray (Jazzmusiker) (* um 1975), US-amerikanischer Jazzmusiker (Kontrabass) des Modern Creative
- Kevin Ray (Rennfahrer) (* 1977), US-amerikanischer Stockcar-Rennfahrer
- K’Sun Ray (* 1993), US-amerikanischer Schauspieler

### L
- Lionel Ray (* 1935), französischer Romanist und Dichter
- Lisa Ray (* 1972), kanadische Schauspielerin
- Lyman Ray (1831–1916), US-amerikanischer Politiker

### M
- Madalina Ray (* 1979), rumänische Pornodarstellerin
- Man Ray (1890–1976), US-amerikanischer Fotograf
- Manuel Ray (1924–2013), kubanisch-US-amerikanischer Bauingenieur, Widerstandskämpfer, Politiker und Unternehmer
- Marcel Ray (1878–1951), französischer Germanist, Journalist, Diplomat und Übersetzer
- Marguerite Ray (1931–2020), US-amerikanische Schauspielerin
- Marisha Ray(* 1989), US-amerikanische Schauspielerin und Synchronsprecherin
- Martha Ray (1742–1779), englische Sängerin
- Michael Ray (Jazzmusiker) (* 1952), US-amerikanischer Jazz- und Funktrompeter
- Michael Ray (Countrysänger) (* 1988), US-amerikanischer Countrysänger und Songwriter
- Michèle Ray-Gavras, französisches Model, Journalistin und Filmproduzentin
- Mona Ray (1905–1986), US-amerikanische Schauspielerin

### N
- Nicholas Ray (1911–1979), US-amerikanischer Filmregisseur

### O
- Ola Ray (* 1960), US-amerikanisches Model
- Olivia Ray (* 1998), neuseeländische Radsportlerin
- Ossian Ray (1835–1892), US-amerikanischer Politiker

### P
- Pratibha Ray (* 1944), indische Schriftstellerin

### R
- Rachael Ray (* 1968), US-amerikanische Moderatorin
- Raka Ray, US-amerikanische Soziologin
- Raymond Saw Po Ray (1948–2025), myanmarischer Geistlicher, Bischof von Mawlamyine
- Ricardo Ray (eigentlich Ricardo Maldonado Morales; * 1945), US-amerikanisch-puerto-ricanischer Pianist, Komponist und Bandleader
- Richard Ray (1927–1999), US-amerikanischer Politiker
- Ricky Ray (* 1979), US-amerikanischer Canadian-Football-Spieler
- Rob Ray (* 1968), kanadischer Eishockeyspieler
- Robert Ray (Komponist) (1946–2022), US-amerikanischer Komponist, Chorleiter und Pianist
- Robert D. Ray (1928–2018), US-amerikanischer Politiker
- Roberto Ray (1912–1960), argentinischer Tangosänger
- Ronnie Ray (* 1954), US-amerikanischer Sprinter
- Rudolf Ray (geboren als Rudolf Rapaport; 1891–1984), Maler

### S
- Satyajit Ray (1921–1992), indischer Filmregisseur
- Shamoli Ray (* 1994), bangladeschische Bogenschützin
- Shane Ray (* 1993), US-amerikanischer Footballspieler
- Shawn Ray (* 1965), US-amerikanischer Bodybuilder und Schriftsteller
- Shawn Ray (Basketballspieler) (* 1980), US-amerikanischer Basketballspieler
- Sibnarayan Ray (1921–2008), indisch-bengalischer Philosoph und Literaturkritiker
- Siddhartha Shankar Ray (1920–2010), indischer Politiker
- Sidney Herbert Ray (1858–1939), britischer Lehrer und Linguist
- Sohini Ray (* 1966), klassische Manipuri-Tänzerin, Tanzforscherin, Choreografin und Anthropologin aus Indien
- Sophie Gilliat-Ray (* 1969), Hochschullehrerin
- Stevie Ray (* 1958), US-amerikanischer Schauringer
- Sukumar Ray (1887–1923), bengalischer Dichter und Dramatiker

### T
- Ted Ray (Golfspieler) (Edward R. G. Ray; 1877–1943), britischer Golfspieler
- Ted Ray (Komiker) (geb. Charles Olden; 1905–1977), britischer Komiker
- Teddy Ray (1990–2022), US-amerikanischer Schauspieler und Komiker
- Timothy Ray (* um 1963), pensionierter General der US Air Force
- Thomas Ray (1862–??), britischer Leichtathlet
- Thomas S. Ray (* 1954), US-amerikanischer Biologe und Informatiker
- Tony Ray-Jones (1941–1972), britischer Fotograf

### V
- Van Ray (* 1984), deutscher Künstler
- Vanessa Ray (* 1981), US-amerikanische Schauspielerin

### W
- William Ray (Sänger) (1925–2019), US-amerikanischer Opernsänger (Bariton), Fernsehschauspieler in Deutschland
- William H. Ray (William Henry Ray; 1812–1881), US-amerikanischer Politiker
- William Hallett Ray (1825–1909), kanadischer Politiker
- Winifred Ray (1879–1968), englische literarische Übersetzerin